# Provincia de Balkan
La provincia de Balkan (turcomano: Balkan welaýaty, ruso: Балканский велаят) es uno de los welayatlar de Turkmenistán. Esta en el extremo oeste del país, en la frontera con Uzbekistán, Kazajistán, el mar Caspio, e Irán. Su capital es Balkanabat, antes conocido como Nebit Dag. Tiene una superficie de 138.000 kilómetros cuadrados y una población aproximada de 424.700 personas. Su densidad de población de 3,3 habitantes por kilómetro cuadrado, la más baja de Turkmenistán.
Otras ciudades importantes son: Turkmenbashi (Türkmenbaşy), Gumdag, Serdar, Hazar, Etrek, Esenguly y Garabogaz.
La provincia tiene importantes reservas de energía, que representan el 94% de la producción de gas natural de Turkmenistán y 12% de su producción de petróleo. También genera 18% de la energía eléctrica. Debido al muy bajo de abastecimiento de agua, la agricultura es insignificante.
- Datos: Q486073
- Multimedia: Balkan Province / Q486073